# マジックキングダムクラブ
マジックキングダムクラブ（the Magic Kingdom Club 略称：MKC）は、東京ディズニーリゾート(TDR)を経営するオリエンタルランド(OLC)が、一般企業の福利厚生事業向けに展開する入場料金優待制度である。
会員専用サイトにおいて2016年3月31日をもって現行の会員制度の終了が告知され、2016年4月より後継制度「東京ディズニーリゾート・コーポレートプログラム」が展開されている。

## 概要
一般の企業・団体などが、その従業員への福利厚生事業のひとつとして、OLCと契約し導入する。この制度を導入した団体の従業員は無料で会員になることができ、会員証を東京ディズニーランド(TDL)や東京ディズニーシー(TDS)のパスポート（入場、施設利用券）販売窓口で提示すると、優待価格の会員用パスポートを年間を通し購入できる。
「通常パスポートの割引購入が可能である」との誤解が多いが、正しくはクラブメンバー専用パスポートの購入が可能になる。

## 歴史
もとは、アメリカ合衆国・ウォルト・ディズニー・カンパニーにおける有料の個人会員制度で、個人が勤務先に関係なく自由に入会できるものだった。TDLの開園で日本でも会員制度を導入するにあたり、当時は国内のディズニー施設が他になかった事、このような有料個人会員制度はまだ日本には馴染まないと判断したことで、企業の福利厚生事業向けに限定した制度として、TDLを経営・運営するOLCが運営する形式で導入された。当時は日本発行の会員証は日本国外のディズニーパークやディズニーストアでも国外発行の会員証と同様の割引特典等が利用できた。
1990年代になると、日本にもウォルト・ディズニー・ジャパン直営のディズニーストア（一時ライセンスによりOLCグループ傘下になったが、2010年4月に再びWDJ傘下となる）が上陸した。ところが、日本のマジックキングダムクラブはディズニー直営ではなくオリエンタルランドを介した運営だった為、日本発行の会員証は国内のディズニーストアでは特典が利用できず、反対に海外発行の会員証は日本のディズニーストアやTDLでも特典が利用できるというおかしな状況になってしまった。そのため、郵便などで海外の有料会員に申し込む日本在住者も現れた。
しかし、その後2000年に海外のマジックキングダムクラブが全て廃止されたことから、現在「マジックキングダムクラブ」と呼ばれるものは日本国内独自の企業向け制度のみである。

## 制度概要
基本的に正社員が500名以上の企業・団体などが入会でき、各社で指定された「クラブディレクター」を通じ、従業員に対して「メンバーシップカード」が発行される。入会金、会費は無料である。但し、利用可能であるのは、メンバーシップカード記載の本人と同居家族のみであるので注意が必要。
ネットオークションなどで、「メンバーシップカード」が売りに出されることも多いが、上記のように、従業員・団体構成員以外の使用は規約違反であり、私文書偽造行使等の罪の虞もある。
その他特典
- 東京ディズニーリゾート内のディズニーホテル、オフィシャルホテル、パートナーホテルに宿泊する場合、正規宿泊料から割引価格で利用できる。各ホテルや旅行代理店でディスカウント価格された宿泊料には適用されない。このため、マジックキングダムの割引特典を使うと、逆に宿泊料が相対的に高くなる場合もある。
- ディズニーホテルの一部レストランでの優待利用。
- イクスピアリの一部店舗で5000円以上購入の場合5%割引となる。
- イクスピアリ内のシネマコンプレックス「シネマイクスピアリ」で優待価格での鑑賞が可能。
- その他に2011年まで存在していたシルク・ドゥ・ソレイユ シアター東京のチケット優待もあった。

## 類似の会員制度
TDRには、マジックキングダムクラブとは別に有料による個人会員制度「ファンダフル・ディズニー」が存在する。詳細は同項目を参照。